# Neodon medogensis
Neodon medogensis — вид гризунів родини Cricetidae. Зустрічається тільки в Китаї (Тибетський автономний район).